# Teti I
Teti I (också Atoti, Atet) är hieroglyfnamnet på en farao under Egyptens första dynasti som kan ha regerat mellan Aha och Djer. Han är föremål för livliga kontroverser inom egyptologin eftersom inga arkeologiska bevis finns.

## Problematiken
För dessa tidiga faraoner är endast deras horusnamn kända. I Abydoslistan och i Turinpapyrusen beskrivs tronföljden på kungarna med deras födelsenamn i följande ordning: Menes, Teti, Iteti och Ita.
1985 hittades ett sigill med samtliga horusnamn i följd från Narmer till Den i Abydos. Tetis namn finns inte med.
Den moderna forskningen tenderar att likställa Teti I med Aha. Det baseras på att det tredje namnet på Kairostenen är Iteti och det jämställs med Djer. Om Aha var den direkta föregångaren till Djer, måste Teti vara Aha.
Det har även postulerats att Teti I är identisk drottning Neithhotep som i så fall regerade för sin brorson Djer när han fortfarande var en liten pojke. Detta bekräftas delvis av att Tetis regeringsperiod anges i Turinpapyrusen till endast 1 år och 45 dagar.

## Titulatur referenser
1. ↑  Födelsenamnet började inte användas från under 4:e dynastin. Det inleddes med "Sa Ra" och användes inte vid denna tid.
2. ↑  Översättning av detta födelsenamn finns inte att finna i någon publikation.
3. ↑  Alan H. Gardiner: The royal canon of Turin. Tavla 1
4. ↑  Hieroglyferna är knappt läsbara i originalet.
5. ↑  Regerade enligt Africanus i 57 år.
6. ↑  Regerade enligt Eusebios i 27 år.